# Мазар

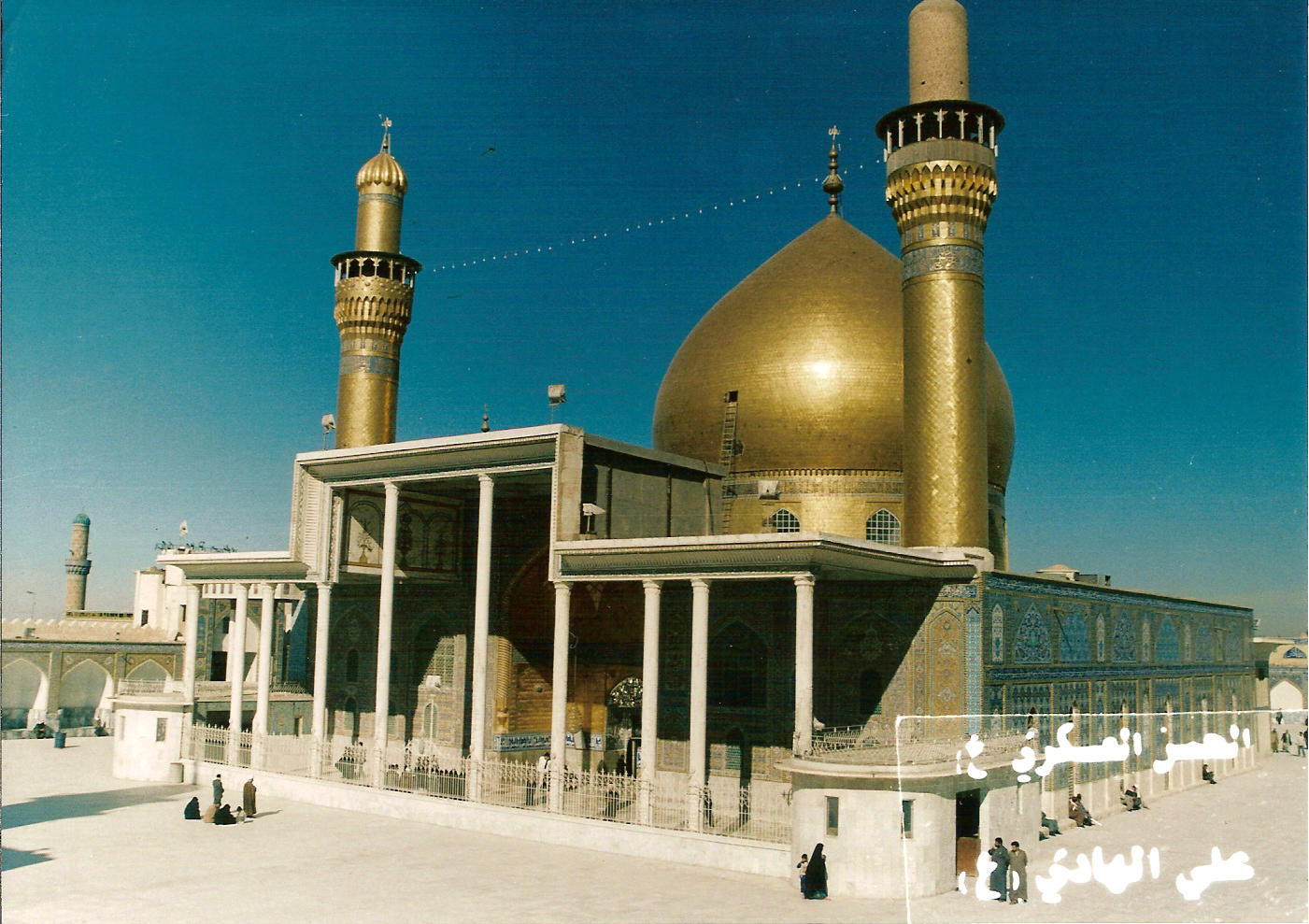
Мечеть аль-Аскарі у Самаррі

Маза́р (араб. مزار — місце, яке відвідують) — могила мусульманського святого (авлія).
У перші століття ісламської історії поклоніння будь-яким об'єктам вважалося проявом язичества. До середини X века навіть могила Пророка Мухаммада не була предметом поклоніння.
Наприкінці IX століття зафіксовано спорудження мавзолеїв (макамів) та мечетей над могилами сподвижників Пророка (асхабів) та шанованих ісламських богословів (улемів). Культ святих та їхніх могил швидко розвивається з кінця X ст. Особливо велику роль у цьому відіграв суфізм, в якому існує шанування духовних наставників (муршидів, шейхів) та традиція відвідування їхніх могил (зіярат). Суфії вважали, що молитви, передані через шейхів-посередників, дієвіші за тих, які звернені безпосередньо до Аллаха.

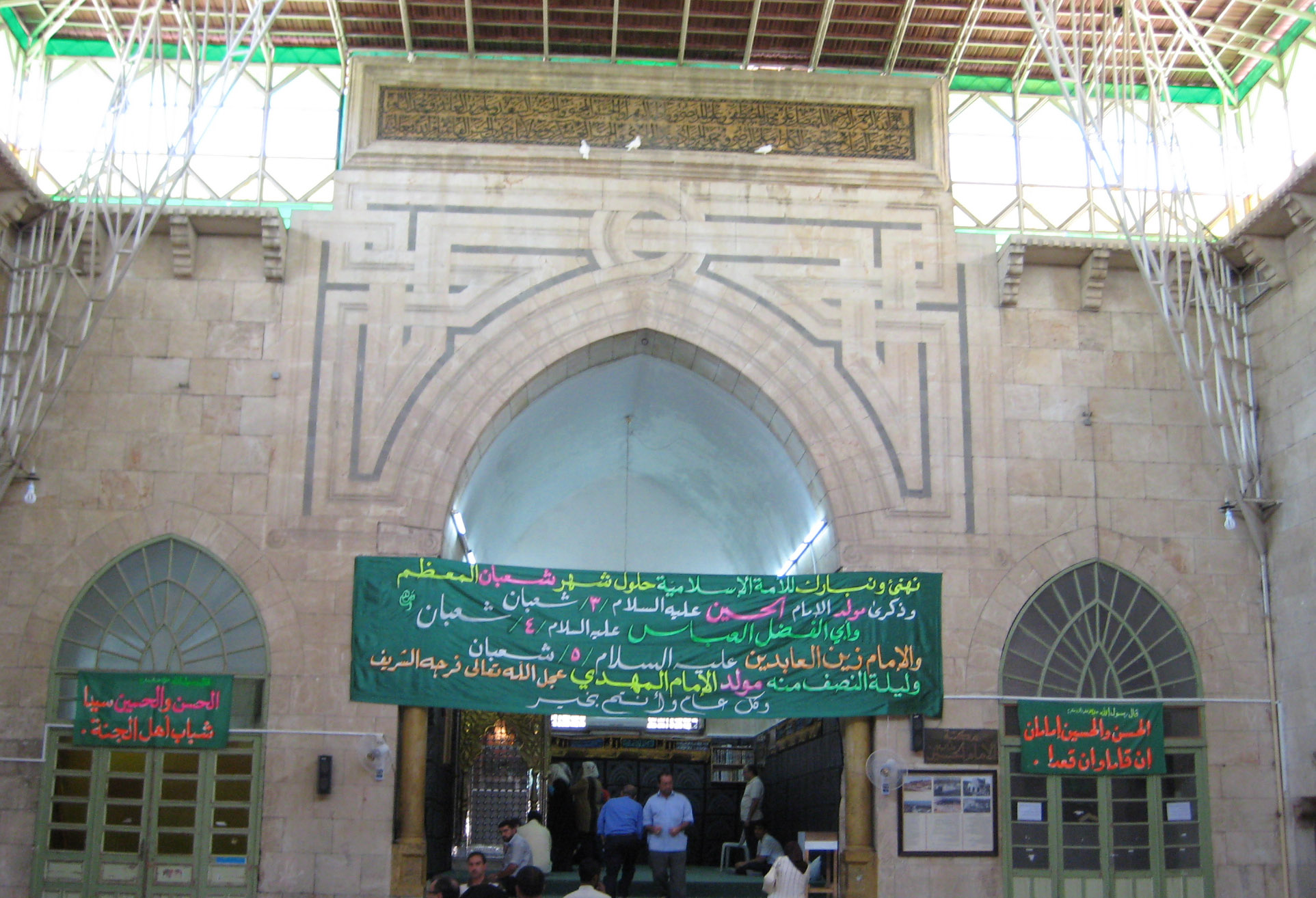
Машхад аль-Хусейн у Халебі

Об'єктом поклоніння є також місця, пов'язані з біблійними та коранічними пророками.
Спочатку могили «святих», як і інші релігійні пам'ятки, називалися машхадами. Навколо мазарів іноді з'являються мечеті та обителі. Нерідко вони стають ядром цілих міст (Мазарі-Шаріф в Афганістані, Неджеф в Іраку та ін.)  .